# V'hello
V'Hello était le système de vélos en libre-service de la ville d'Aix-en-Provence, mis en service le 21 mai 2007. V'Hello était la déclinaison aixoise du système Cyclocity de JCDecaux, qui en assurait la gestion. Le service V'Hello proposait 200 vélos répartis sur 16 stations espacées d'environ 300 mètres. En raison d'une fréquentation particulièrement faible, il a été abandonné le 31 mai 2011.

## Tarifs
Comme pour des systèmes comparables dans d'autres villes, l'usager devait d'une part souscrire un abonnement et payer l'utilisation effective d'un vélo d'autre part.

Le tarif de l'abonnement était de :
- 25 € pour un an (abonnement longue durée)
- 3 € pour une semaine (abonnement courte durée)

La location d'un vélo était gratuite pendant la première demi-heure. Ensuite, les usagers devaient payer :
- 0,50 € pour la seconde demi-heure, puis 1 € par heure supplémentaire pour les abonnés longue durée
- 1 € pour la seconde demi-heure, puis 2 € par heure supplémentaire pour les abonnés courte durée

Au coût exponentiel, ces tarifs étaient conçus pour encourager une rotation rapide des vélos. La durée de location maximale autorisée était de 24 heures.

## Controverse et abandon du service

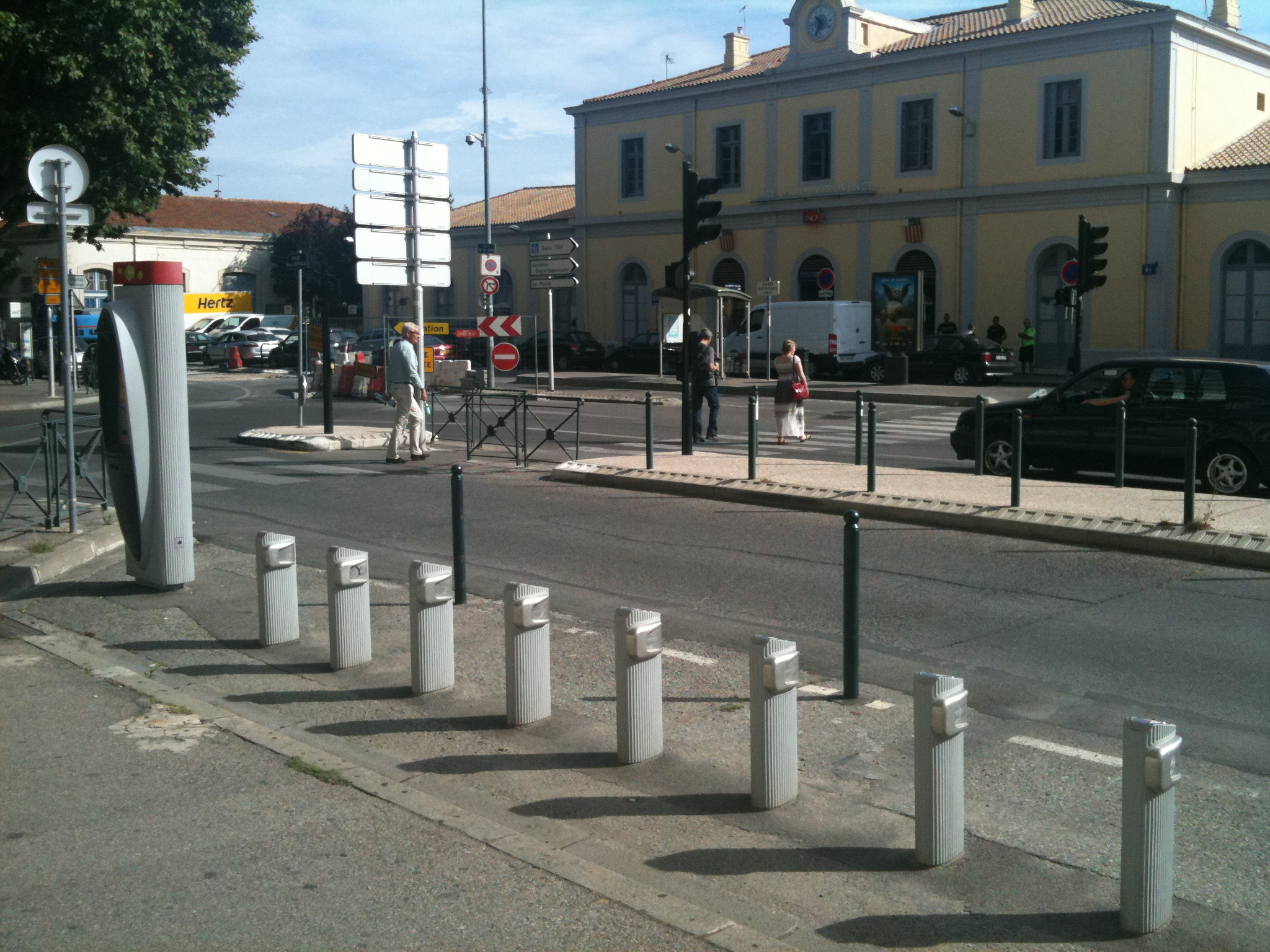
Station désertée après l'abandon du service (devant la gare en juin 2011).

En raison d'une fréquentation particulièrement faible et du déficit qui en résultait pour la municipalité, le conseil municipal d'Aix-en-Provence a voté, le 11 mai 2011, l'abandon du système V'Hello. En février 2010, un rapport de la Chambre régionale des comptes avait pointé du doigt un coût de 2 925 € par vélo et par an. Initialement conclu pour une durée de 13 ans et pour un coût annuel de 790 000 €, le contrat portait sur l’installation et l’entretien de 300 mobiliers urbains d’information et d’affichage, de 224 Abribus et du dispositif V’Hello. À la suite de la décision d'abandonner le système huit ans avant son terme, la ville devra indemniser le gestionnaire. La fermeture du service a été effective le 31 mai 2011 et les derniers éléments ont été démontés le 8 juillet 2011,.
Les raisons de l'échec de la déclinaison aixoise du système Cyclocity sont discutées. Selon la ville, une publicité insuffisante et la difficulté de déplacement dans le centre historique expliqueraient en partie cette sous-utilisation du V’Hello. JCDecaux estime que la localisation des stations choisie par la municipalité et l'absence de stations dans l'hypercentre (afin de préserver le cadre urbain historique) pourraient expliquer pourquoi le système n'a jamais vraiment trouvé son public.